# 159e régiment d'infanterie (France)
Le 159e régiment d'infanterie (159e RI), devenu 159e régiment d'infanterie alpine (159e RIA), est un régiment d'infanterie de l'Armée de terre française créé sous la Révolution sous le nom de 159e demi-brigade de première formation. Dissoute après deux ans d'existence, le 159e RI est recréé en 1887. Il devient le Centre national d'aguerrissement en montagne en 1994, dissout en 2006.
Ce régiment basé à Briançon, connu sous le nom de Quinze-neuf ou 15/9 ou de régiment de la neige, a joué un rôle pionnier joué dans l'histoire du ski en France et surtout par le capitaine Clerc en 1901.

## Création et différentes dénominations
- 1794 : création de la 159e demi-brigade d'infanterie
- 1796 : dissolution
- 1er octobre 1887 : création à Nice
- 1914 : à la mobilisation, il met sur pied son régiment de réserve, le 359e régiment d'infanterie
- 1919 : dissolution
- 1920 : création du 159e régiment d'infanterie alpine
- 1942 : dissolution
- 1944 : nouvelle formation du 159e régiment d'infanterie alpine
- 1947 : prend brièvement le nom de 159e demi-brigade d'infanterie alpine
- 1951 : dissolution de la 159e demi-brigade d'infanterie alpine en mars, recréation comme 159e bataillon d'infanterie alpine en juillet
- 1964 : redevient 159e régiment d'infanterie alpine
- 1994 : dissolution, traditions conservées au centre national d'aguerrissement en montagne (CNAM)
- 2006 : dissolution du CNAM

## Colonels / Chefs de brigade
- 1794 - 1796 : lieutenant-colonel Roumette
- 1887 - 1892 : lieutenant-colonel Caze[1]
- 1892 : Colonel Dessirier**[réf. nécessaire]
- 1892 : lieutenant-colonel de Luxer[1]
- 1892 - 1893 : lieutenant-colonel Feuerstein[1]
- 1893 : colonel Dessirier[1]
- 1893 - 1894 : lieutenant-colonel Chamoin**[1]
- 1894 - 1899 : colonel Robert de France*[1]
- 1899 : lieutenant-colonel Graeff**[1]
- 1899 - 1904 : colonel Robert de France*[1]
- 1904 - 1908 : colonel Jacques Paul Fort* (1850-1926)[1]
- 1908 - 1912 : colonel de Sales de Banières[1]
- 1912 - 1914 : lieutenant-colonel Barbot*[1]
- 26 août 1914 - 18 octobre 1914 : lieutenant-colonel Mordacq**
- 1914 : lieutenant-colonel Chartrain
- 1914 : lieutenant-colonel Minard
- 1914 : lieutenant-colonel Lecoannet
- 1914 - 1915 : Desvoyes
- 1915 : lieutenant-colonel Odiette
- 1915 : lieutenant-colonel Charles
- 1915 - 1916 : lieutenant-colonel Roussel
- 1916 - 1917 : lieutenant-colonel Prételat**
- 1917 - 1919 : lieutenant-colonel Rat
- 1920 - 1928 : lieutenant-colonel Lardant[2]
  - 1923 : lieutenant-colonel Vial (régiment de marche)[2]
- 1928 - 1930 : lieutenant-colonel Touchon***[2]
- 1930 - 1933 : lieutenant-colonel Mellier[2]
- 1933 - 1935 : lieutenant-colonel Barthelemy[2]
- 1935 - 1938 : lieutenant-colonel Michet de la Baume[2]
- 1938 - 1940 : lieutenant-colonel Gruyer[2]
- 1940 - 1942 : lieutenant-colonel Humbert[2]
- 10 octobre 1942 - 1er mars 1943 : lieutenant-colonel Duval[2]
- 1944 - 1946 : lieutenant-colonel Marielle Trehouart
- 1946 - 1947 : Colonel de Driésen
- 1947 - 1949 : lieutenant-colonel Frèrejacques
- 1949 - 1951 : lieutenant-colonel Boudouresque
- 1951 : lieutenant-colonel Loridon
- 1951 - 1954 : lieutenant-colonel Fontes
- 1954 - 1956 : lieutenant-colonel Gauly*
- 1956 - 1957 : lieutenant-colonel Genestier
- 1957 - 1959 : lieutenant-colonel Ortoli*
- 1959 - 1961 : lieutenant-colonel Bourdis***
- 1961 - 1962 : lieutenant-colonel Many
- 1962 - 1963 : Commandant Gonnet
- 1963 - 1964 : Commandant Coudray
- 1964 - 1966 : lieutenant-colonel de Marliave
- 1966 - 1968 : lieutenant-colonel Silve
- 1968 - 1970 : lieutenant-colonel Oudot*
- 1970 - 1971 : lieutenant-colonel Brouquisse
- 1971 - 1973 : lieutenant-colonel Dubois
- 1973 - 1975 : lieutenant-colonel Lestien*
- 1975 - 1977 : lieutenant-colonel Jacquenot*
- 1977 - 1979 : lieutenant-colonel Durantel
- 1979 - 1981 : lieutenant-colonel de Virieu*
- 1981 - 1983 : lieutenant-colonel Vidal
- 1983 - 1985 : lieutenant-colonel Heinrich***
- 1985 - 1987 : lieutenant-colonel Vaquie
- 1987 - 1989 : Colonel Chatenoud**
- 1989 - 1991 : lieutenant-colonel Pujo
- 1991 - 1993 : lieutenant-colonel Klein**
- 1993 - 1994 : lieutenant-colonel Cazenave

(*) Officier qui devint par la suite général de brigade.
(**) Officier qui devint par la suite général de division. (***) Officier qui devint par la suite général de corps d'armée

## Historique des garnisons, combats et batailles du159eRI

### RévolutionetEmpire
La 159e demi-brigade de bataille, ancêtre du 159e régiment d'infanterie est créé le 7 juillet 1794 par amalgame du 1er bataillon du 88e régiment d'infanterie, le 4e bataillon de la Côte d'Or et du 2e bataillon de volontaires du Jura.
L'unité fait partie de l'armée du Rhin et participe le 13 et 14 juillet 1794 à la bataille d'Edenkoben. L'année suivante, il participe au siège de Mayence avant d'être dissoute en février 1796. Aucun régiment de l'armée française ne portera le numéro 159 avant 1887.

### De 1871 à 1914

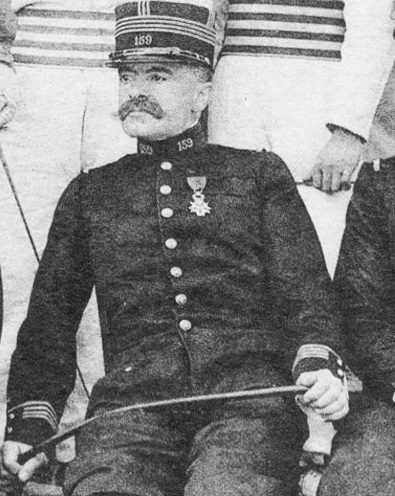
Le commandant Goybet du en 1906.

Le régiment est formé le 1er octobre 1887, à Nice, à partir des 1er bataillon du 40e, du 55e et du 111e régiment d'infanterie et il est rapidement envoyé en garnison à Briançon.

### Première Guerre mondiale
Il subit plusieurs affectations pendant la Première Guerre Mondiale. En 1914, il est envoyé à Briançon. Il sera affecté à la 44e division d'infanterie d'août 1914 à fin septembre 1916 et à la 77e division d'infanterie de fin septembre 1916 à novembre 1918.

Du côté des faits d'armes, il fera quelques opérations en Alsace fin août 1914, et participera aux Opérations des Ire et IIe Armées à Saint-Blaise et à la bataille du col de la Chipotte en août également. En 1915, il est sur le champ de bataille de l'Artois. En février 1916, il est envoyé en renfort dans le secteur de Verdun et participera aux batailles du Fort de Vaux, Damloup, Tavannes et de Souville. Il participe également à la bataille de la Woëvre et à celle de la Somme. À partir du 3 juin 1917, il estsur le Chemin des Dames, avant d'aller en septembre en Alsace à Altkirch et à Thann.Le 24 mars 1918, il est envoyé dans l'Oise, puis dans les Vosges d'Alsace en mai-juin. Il participe également aux batailles de la Montagne de Reims et de la Lys.

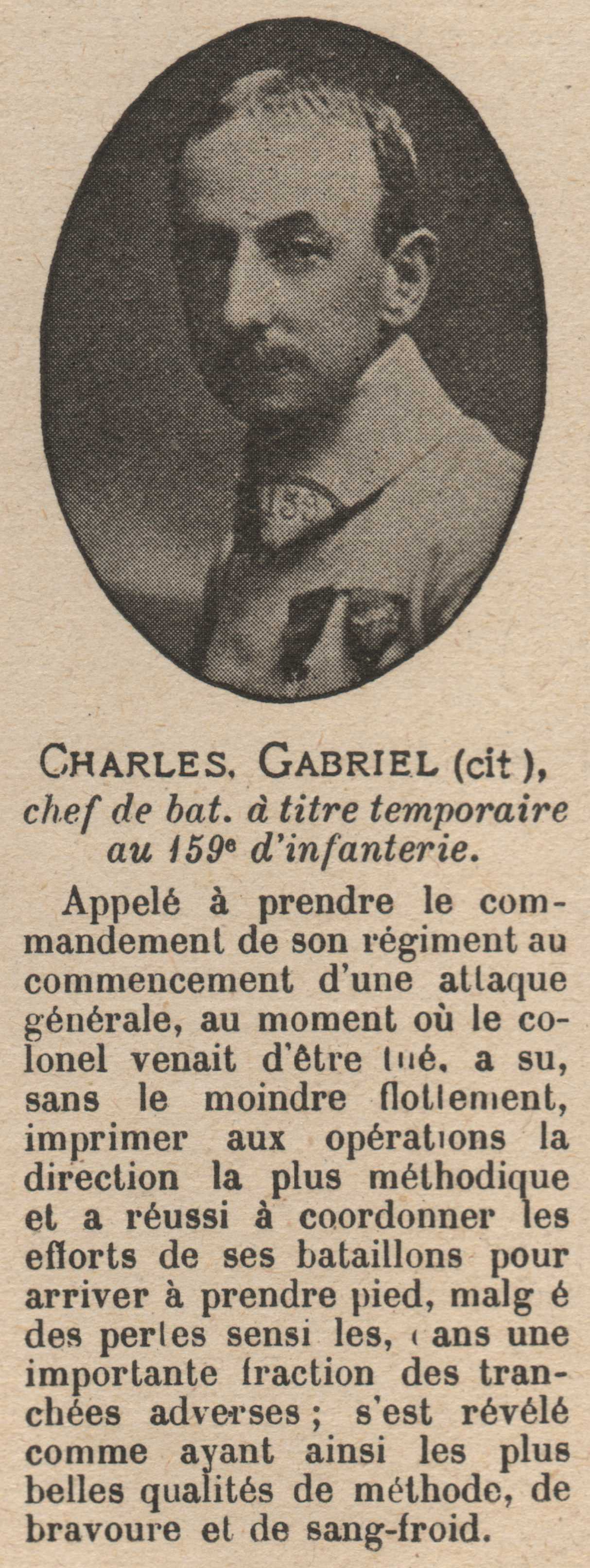
Portrait du chef de bataillon Charles, décoré après avoir pris le commandement le régiment en 1915, paru dans les tableaux d'honneur de la Grande Guerre

Le régiment est dissout en 1919 à Nancy.

### Entre-deux-guerres
Le 159e RI est reconstitué le 1er janvier 1920 à Briançon par les dépôts des 17e, 52e et 75e RI. En 1922, le 3e bataillon du régiment part pour Embrun.
Le régiment envoie ses trois bataillons participer à l'occupation de la Ruhr, sous les ordres du lieutenant-colonel Vial. Ils reviennent dans les Alpes fin 1923. En janvier 1924, le régiment est rattaché à la 27e division d'infanterie alpine (27e DIA) nouvellement créée. Pendant la guerre du Rif, les 2e et 3e bataillons sont amalgamés avec un bataillon du 121e RI pour former un régiment de marche. Sous les ordres du colonel Lardant, l'unité patrouille dans l'Ouergha de septembre à novembre 1925.
Le 159e RIA s'entraîne au combat en montagne dans les Alpes, formant les premières sections d'éclaireurs-skieurs, et participe au renforcement du Secteur fortifié du Dauphiné.

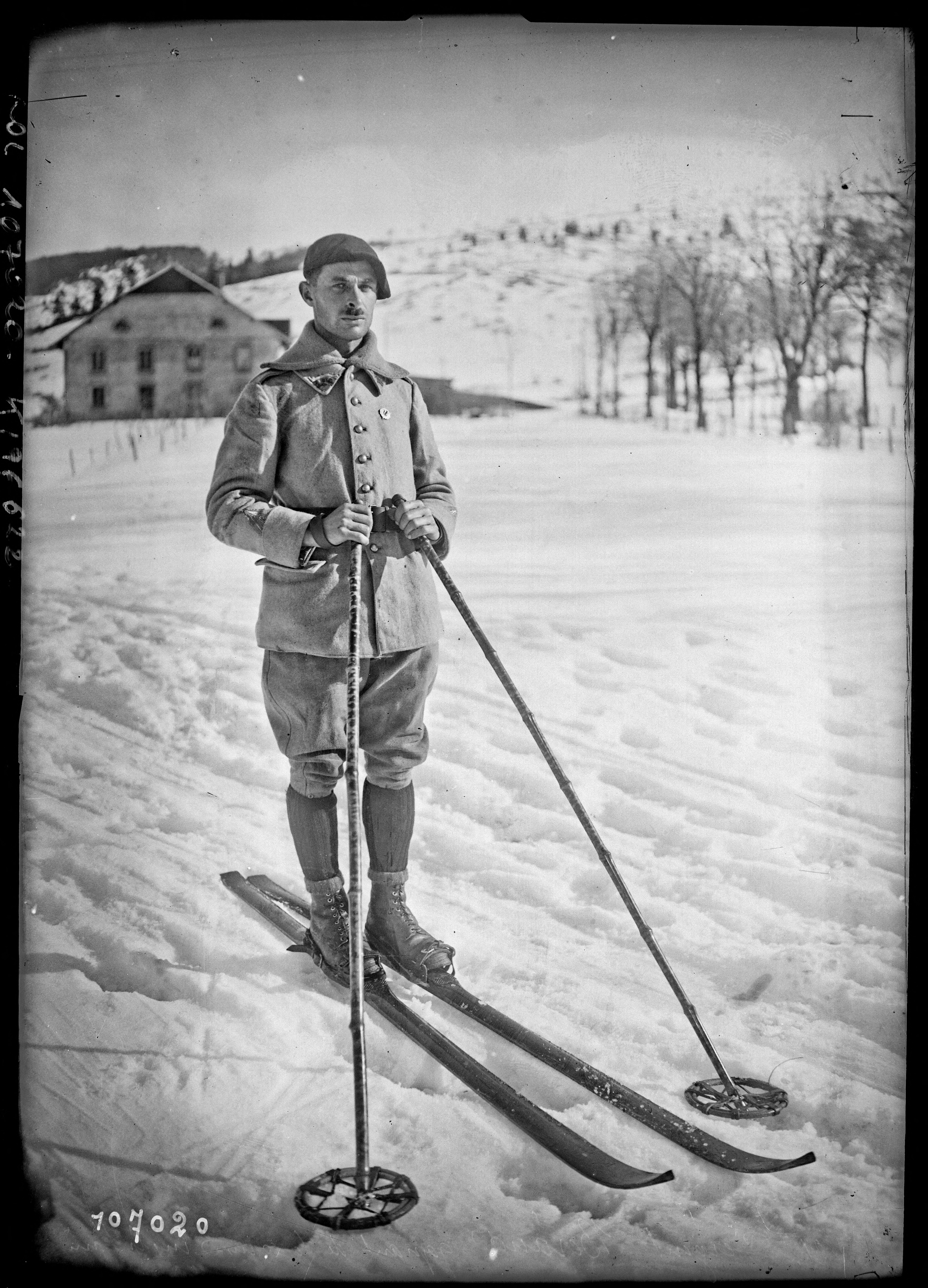
Le sergent Béraud du 159e régiment d'infanterie alpine, gagnant de la course militaire de ski, le 30 janvier 1926.
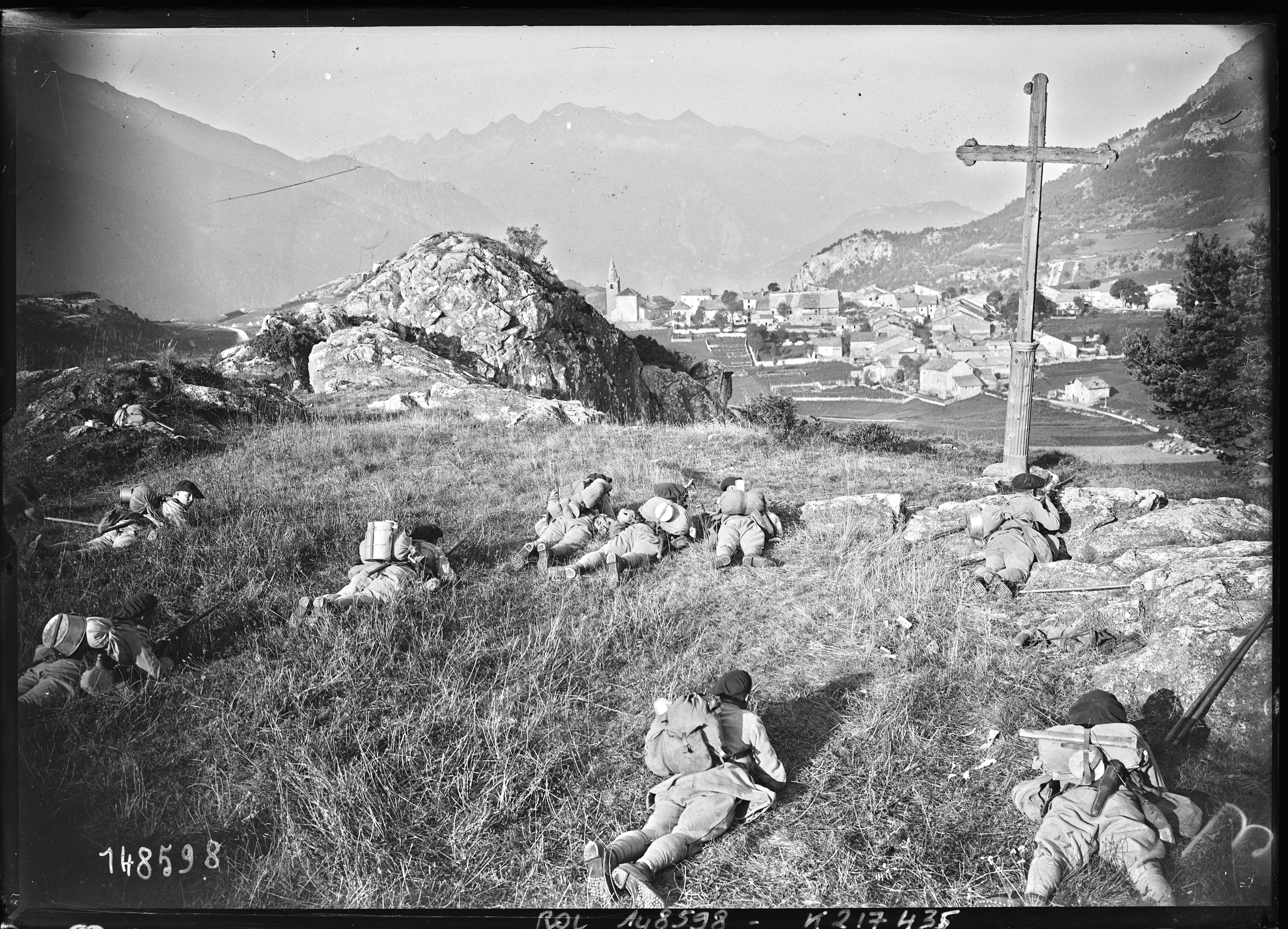
Soldats du 159e RIA en manœuvres devant Aussois (Maurienne) le 1er septembre 1930.
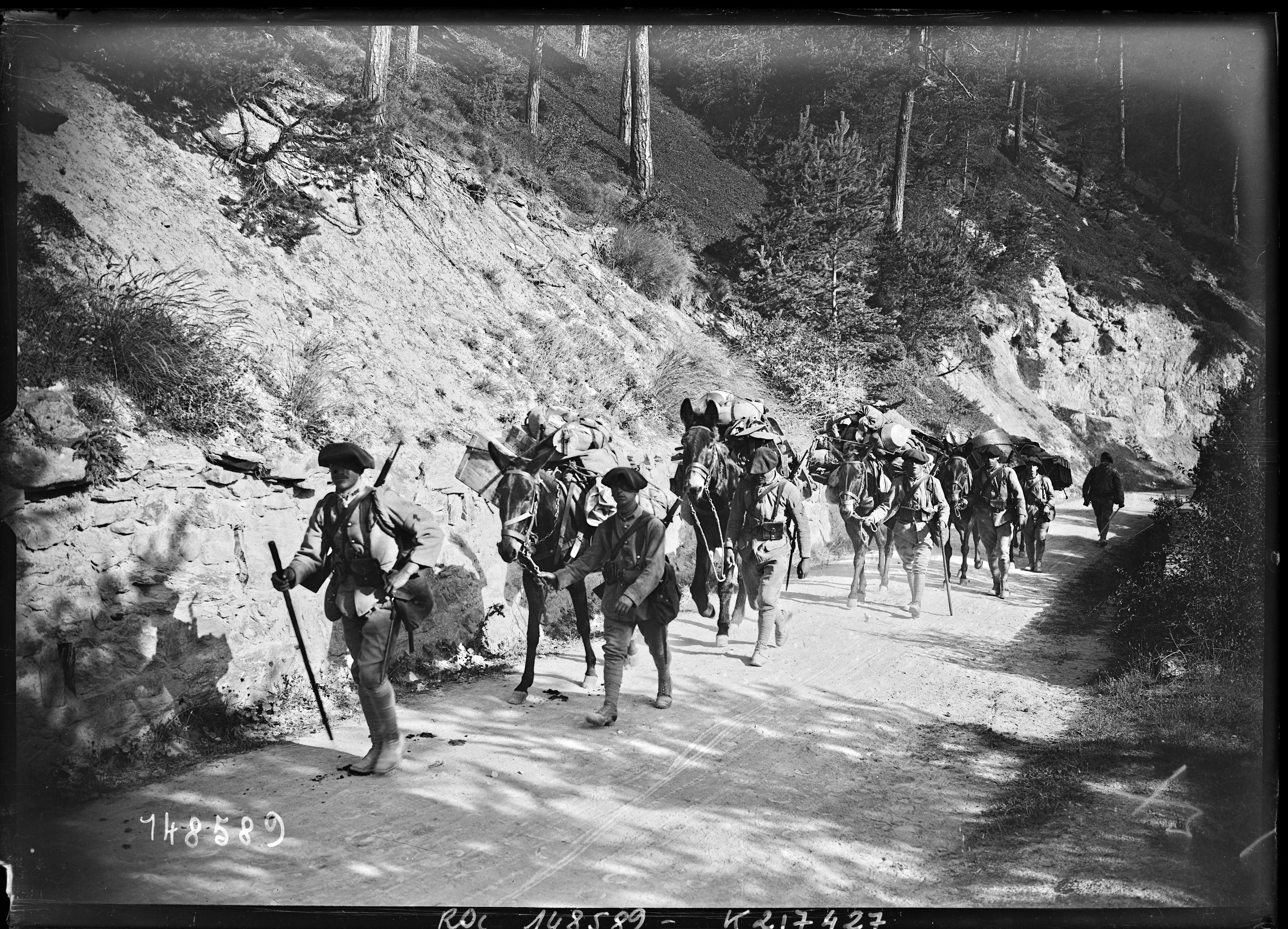
Convoi muletier du 159e RIA en manœuvres, sur la route de Loza le 1er septembre 1930.
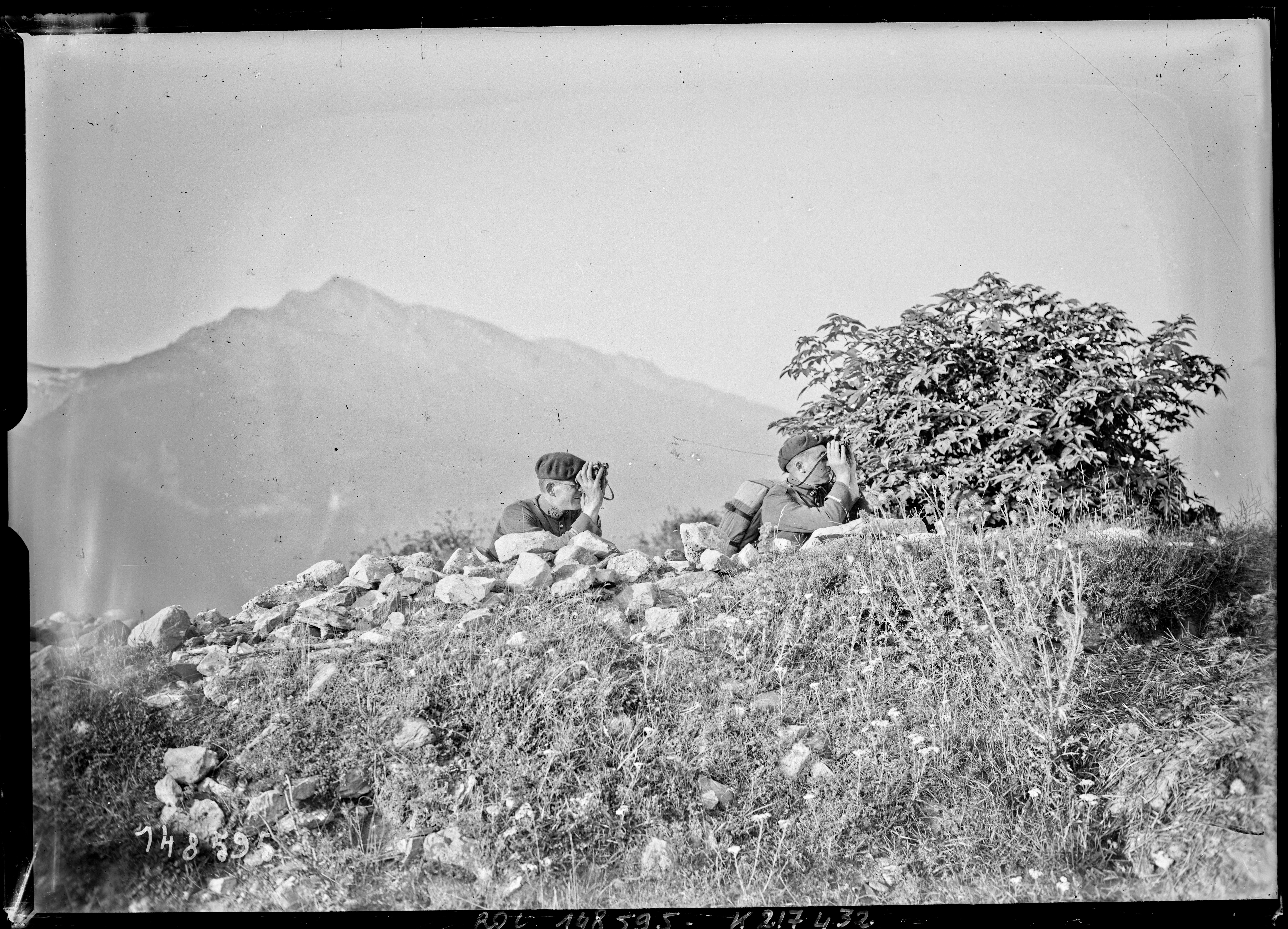
Officiers du 159e RIA en observation au col d'Aussois le 1er septembre 1930.
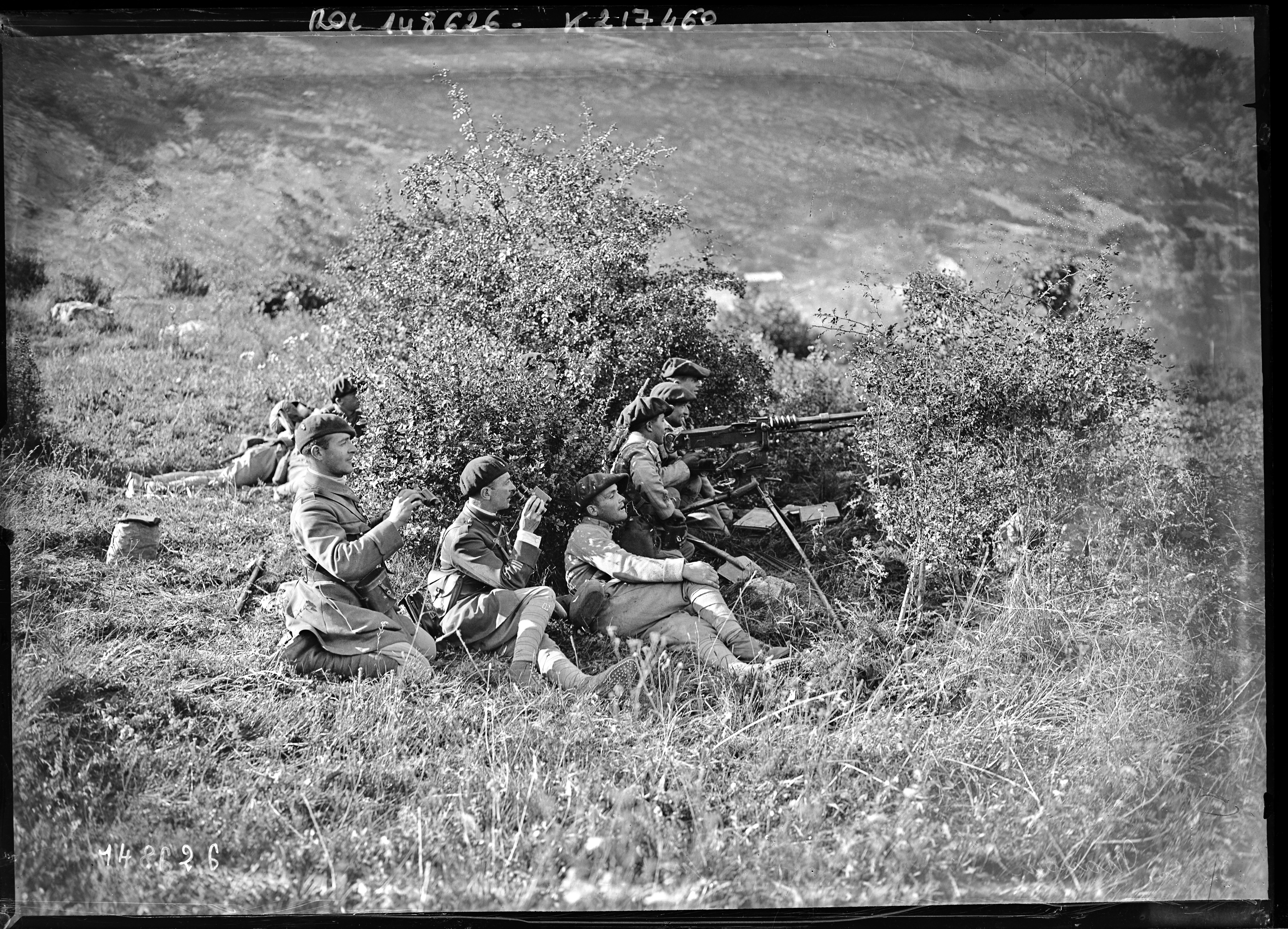
Mitrailleurs du 159e RIA en position lors des manœuvres en Maurienne, le 3 septembre 1930.

### Seconde Guerre mondiale

#### Campagne 1939-1940
Sous les ordres du colonel Gruyer, il rejoint avec la 27e DIA la région de Bitche, derrière la ligne Maginot. Pendant la drôle de guerre, le régiment forme des groupes francs. Après l'attaque allemande de mai 1940, le régiment rejoint l'Aisne avec sa division. Le 9 juin, le régiment s'installe en défense de l'Ourcq. Encerclée, une grande partie du régiment est capturé, dont le colonel. Le capitaine Pegorier prend le commandement le 11 juin 1940 puis le Capitaine Jeandel le 13 juin 1940. Les débris du régiment (500 hommes sur un effectif théorique de 3 500) sont au niveau de la Gartempe lors du cessez-le-feu du 25 juin.

#### Armée de Vichy

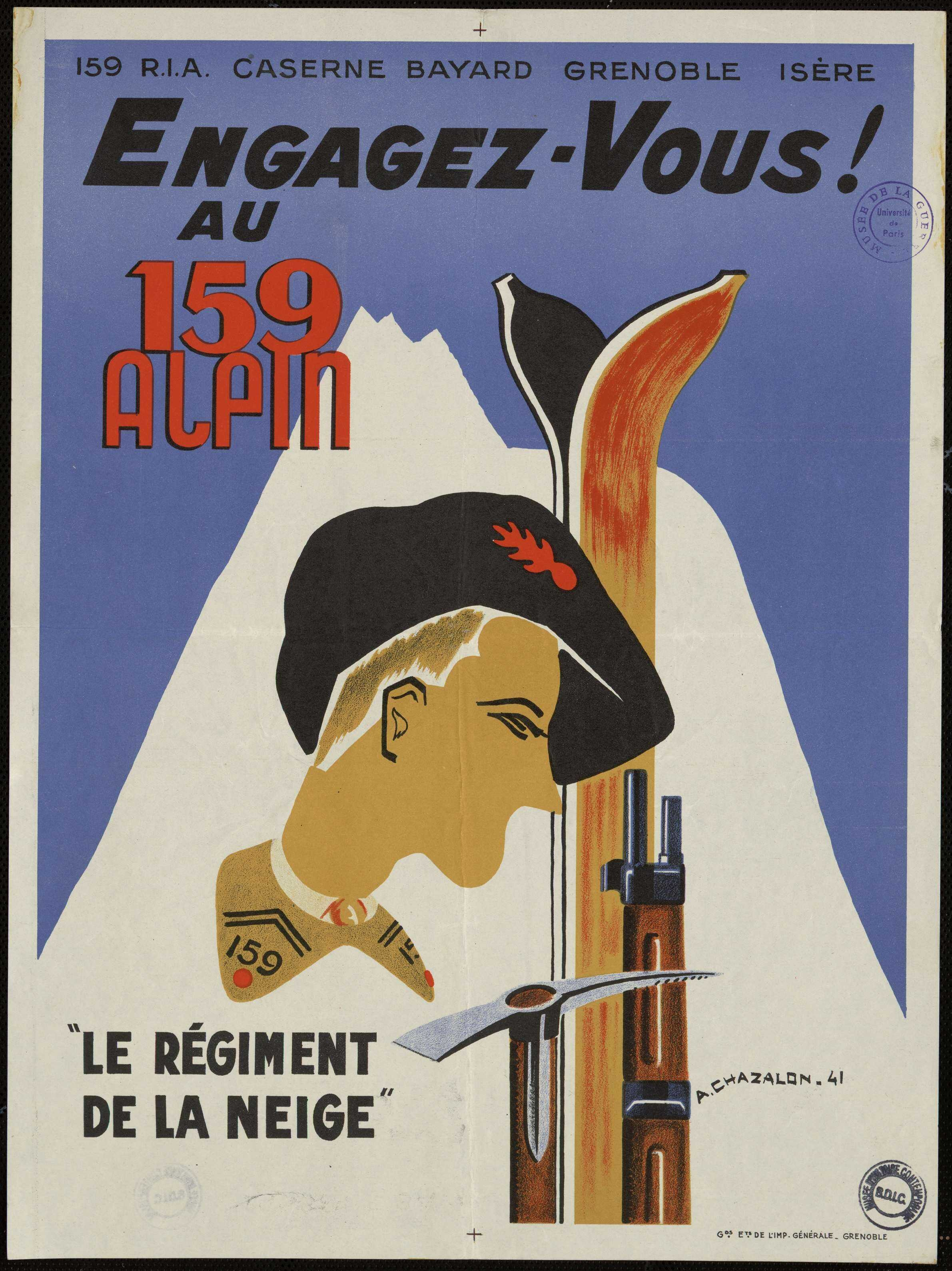
Affiche de recrutement du sous Vichy, vantant le Régiment de la neige.

Les rescapés du 159e RIA participent à la création au sein de l'armée d'Armistice du régiment départemental de l'Allier, futur 152e RI. Le 159e RIA est, lui, recréé à Grenoble et Gap à partir du régiment de l'Isère. Le régiment disparaît lors de l'invasion de la zone libre par les Allemands en novembre 1942 et beaucoup de ses cadres rejoignent la Résistance.

#### Libération
Le 16 décembre 1944, trois bataillons de FFI, regroupés sous le nom de 4e demi-brigade alpine, reconstituent le 159e RIA au sein de la 27e DIA. En janvier 1945, il intervient en Alsace menacée par les contre-attaques allemandes. Revenu dans les Alpes, il participe à la reconquête du col de Larche (22-26 avril) puis entre en Italie.

### De 1945 à nos jours
Après-guerre, le 159e RIA rejoint l'Allemagne occupée.

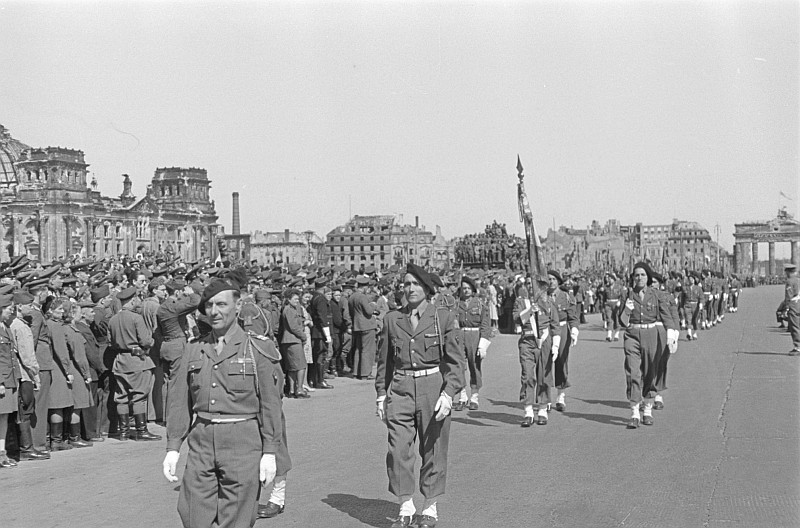
Défilé de militaires français du RIA devant les ruines du Reichstag, le 8 mai 1946.

Le 16 avril 1947, le 159e RIA prend le nom de 159e demi-brigade d'infanterie alpine (159e DBIA), stationnée à Nice, Menton et Villefranche-sur-Mer. Le 1er décembre 1947, la 159e DBIA est renommée 5e demi-brigade d'infanterie du groupement d'infanterie no 5 avant de reprendre le nom de 159e RIA le 1er mars 1948. Celui-ci redonne naissance le 1er juillet 1949 à la 159e DBIA, qui est dissoute le 30 mars 1951 et forme la 6e demi-brigade de chasseurs alpins.
Le régiment est recréé à Briançon le 1er juillet 1951 sous le nom de 159e bataillon d'infanterie alpine, à partir d'éléments des 35e et 92e RI.
Le 159e BIA participe à la guerre d'Algérie en Kabylie avec la 27e division d'infanterie alpine à partir d'octobre 1955. Au cessez-le-feu du 19 mars 1962 en Algérie, en application des Accords d'Evian du 18 mars 1962), le 159e BIA forme une unité de la Force locale de l'ordre Algérienne, la 454e UFL-UFO composé de 10 % de militaires métropolitains et de 90 % de militaires musulmans, qui pendant la période transitoire devaient être au service de l'exécutif provisoire Algérien, jusqu'à l'indépendance de l'Algérie[réf. nécessaire]. Le 159e BIA quitte la Kabylie en juillet 1962 et s'installe à Réghaïa et Rocher Noir.
Le 159e BIA quitte l'Algérie en juin 1964 et rejoint à Briançon le centre d'instruction du BIA[réf. souhaitée]. Le 159e RIA est alors recréé le 1er juillet 1964.
Le 159e RIA est dissous en juillet 1994, remplacé à Briançon par le centre national d'aguerrissement en montagne, qui conserve le drapeau du « 15-9 » et ses traditions. La pucelle du « 15-9 » est désormais portée sur la fourragère. Il sera dissous en 2009.

## Drapeau

Drapeau du régiment d'infanterie de ligne

Il porte, cousues en lettres d'or dans ses plis, les inscriptions suivantes,:
- Edenkoben 1794
- Alsace 1914
- Artois 1914-1915
- Picardie 1918
- La Marne 1918
- AFN 1952-1962

## Décorations
Sa cravate est décorée de la croix de guerre 1914-1918 avec 3 citations à l'ordre de l'armée (palmes) et la croix de guerre 1939-1945 avec citation à l'ordre de l'armée. Il porte la fourragère aux couleurs du ruban de la croix de guerre 1914-1918.

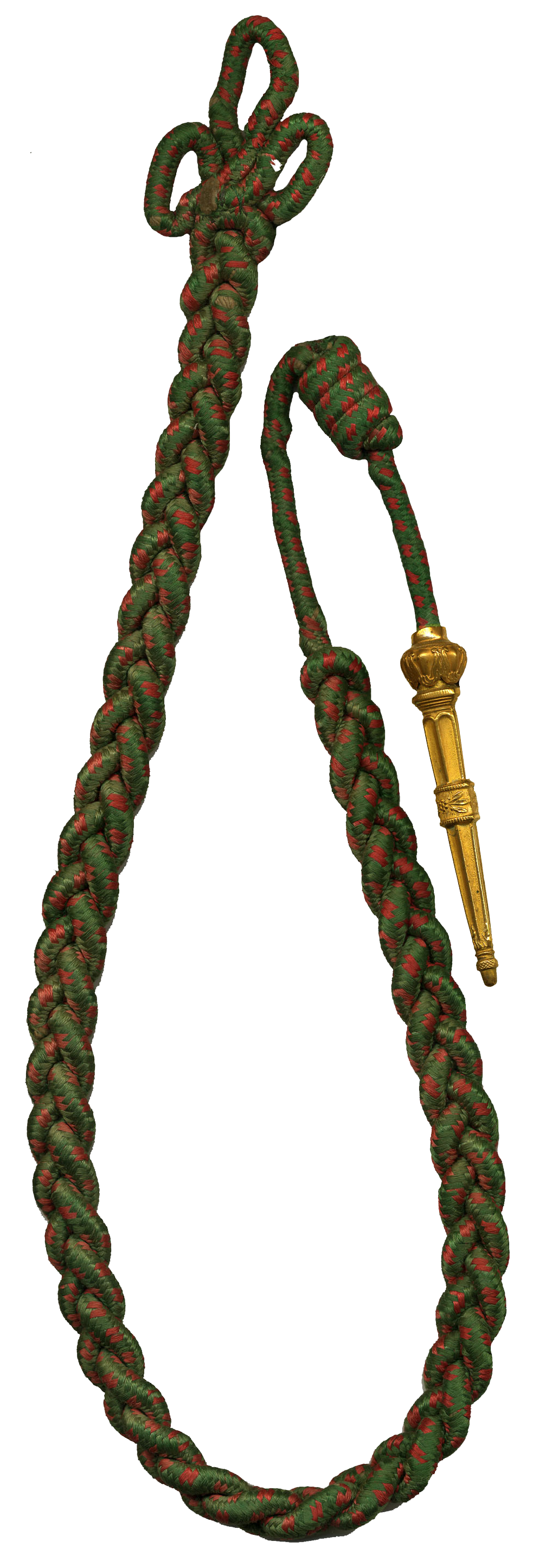
Fourragère aux couleurs de la Croix de guerre 1914-1918
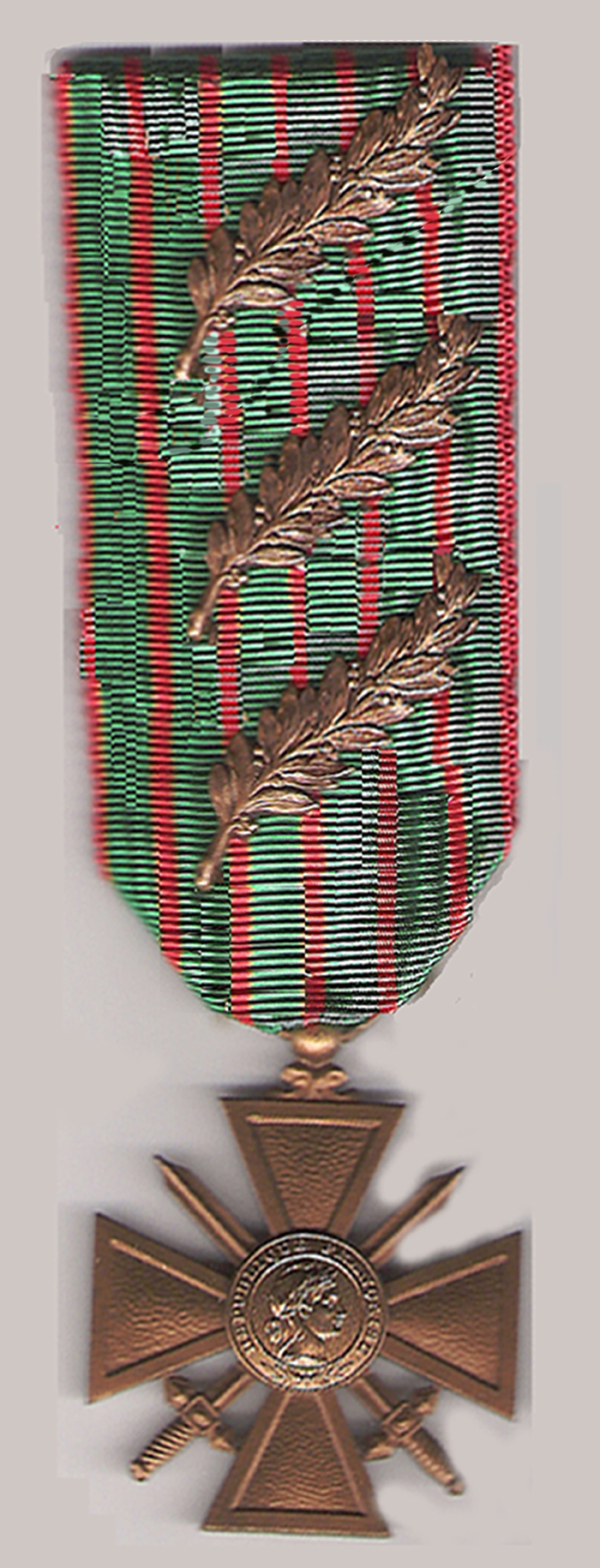
Croix de guerre 1914-1918 avec trois palmes
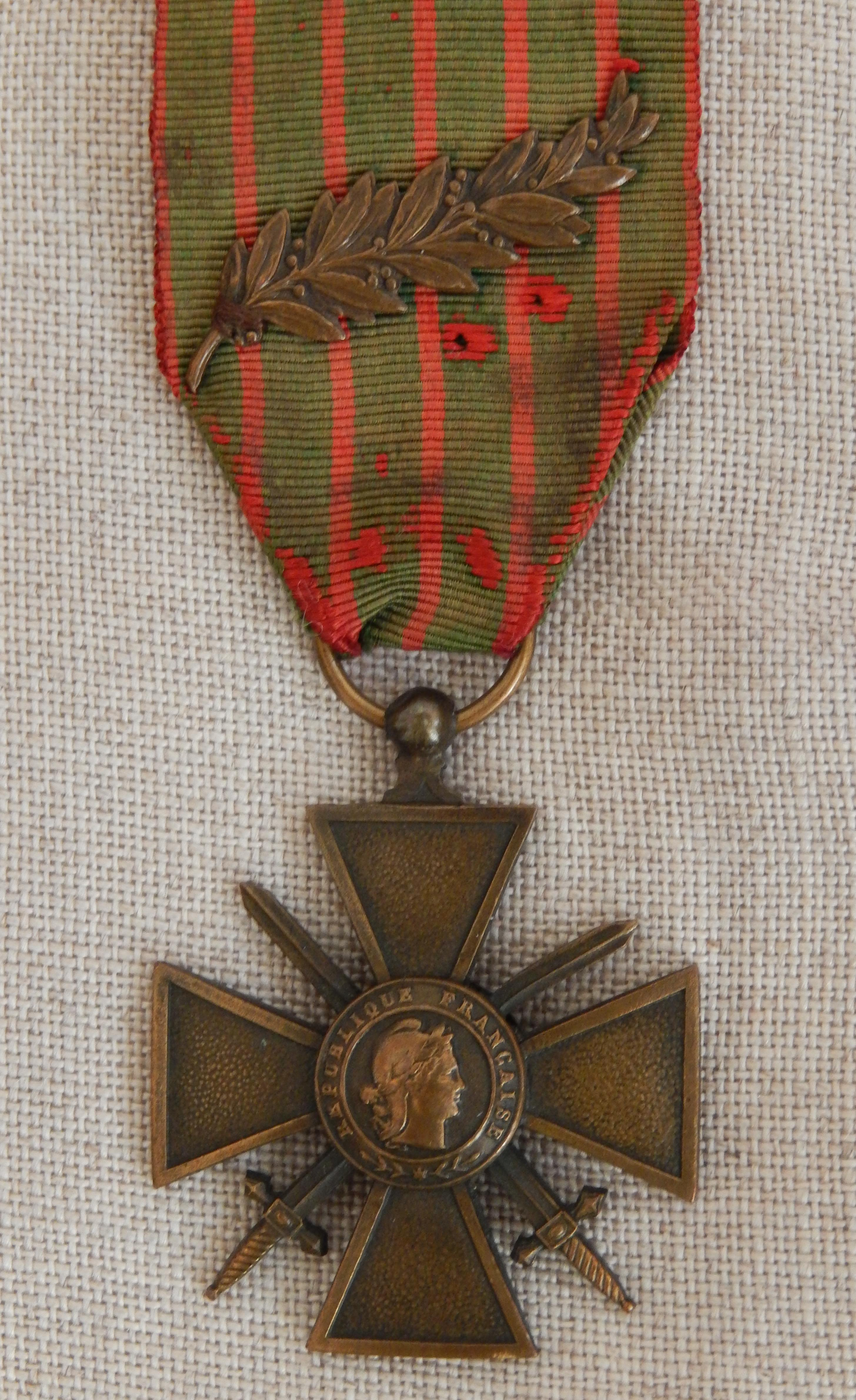
Croix de guerre 1939-1945 avec palme

## Traditions et uniformes
À l'instar des unités d'infanterie alpine comme les chasseurs alpins, les militaires du 159e RI conservent leurs attributs propre : passementerie rouge/or, losange bleu foncé, soutaches rouges, etc.
La spécificité alpine est marquée par le port de la tarte et de la tenue de parade blanche (blouse et knickers) lors des cérémonies.

## Insigne
Régiment d’Infanterie Alpine, losange ciel bleu monts bleu foncé fleur edelweiss blanche tige feuilles vertes.

## Personnalités ayant servi au159eRI
- Jean Giono (1895-1970), écrivain français.
- Paul-Hémir Mezan (1912-1944), officier français, Compagnon de la Libération.
- Jacques Bourdis (1920-2007), général français, Compagnon de la Libération, chef de corps de 1959 à 1961.

## Sources et bibliographie
- Historique du régiment de la neige / Imprimerie Louis-Jean - Publications scientifiques et littéraires - 05002 GAP - Dépôt légal Avril 1988
- À partir du Recueil d'Historiques de l'Infanterie Française (Général Andolenko - Eurimprim 1969).
- Émile Simond : Historique des nouveaux régiments créés par la loi du 25 juillet 1887